# ドゥームズデー・カルト
ドゥームズデー・カルト（英: doomsday cult）とは、人類の絶滅を信じるカルト信仰。終末論の1つ。"doom"は、英語で「凶運」や「死」を意味する語である。

## 特徴
聖書や予言で「N年に人類が絶滅する」を意味したり示唆する記述を信じ、狂信的な行動に出る信仰や集団を指している。
ドゥームズデーが指している日の出来事としては、戦争、巨大地震、天体の異常現象の発生を指しているものが多い。ドゥームズデー・カルトでは、信者は何らかの「神」を祭り上げたりする。また、「N年に人類が絶滅する」という信仰を信じ、それを成就するために集団自殺したり、大量殺戮を惹き起こすという例もある。

## 主な例
1910年には、ハレー彗星が地球に大接近したことから、「ハレー彗星の重力により地球の大気が引き寄せられ、人類が絶滅する」「ハレー彗星の尾には猛毒であるシアンが含まれており、人類が滅亡する」という流言飛語が広まり、集団自殺をする集団が世界各地で現れた。
日本でも、ノストラダムス現象によって、「1999年7の月に人類が絶滅する」という信仰が広まった。オウム真理教による無差別テロ事件は、このドゥームズデー信仰の影響も示唆されている。
「1999年7の月に人類が絶滅する」という信仰は外れたが、その後も「2012年人類滅亡説」や、「2015年人類滅亡説」がドゥームズデー信仰を引き起こしている。

### カルトが信じる説話
- ヨハネの黙示録
- ノストラダムスの大予言
- マヤ文明

### その他
- 終末もの